# Masahiko Kimura
Masahiko Kimura (Kumamoto, 10 de setembro de 1917 – Tóquio, 18 de abril de 1993) foi um judoca japonês.
Kimura ficou famoso por vencer o criador do Jiu-Jitsu brasileiro — Hélio Gracie — com um golpe (reverse ude-garami) que mais tarde seria nomeado como kimura em sua homenagem.
Kimura é considerado no Japão como o maior judoca de todos os tempos.

## Morte
Kimura morreu no dia 18 de Abril de 1993, aos 75 anos, vítima de um Câncer de pulmão. Conta-se que mesmo hospitalizado, pouco depois de uma cirurgia, Kimura foi encontrado exercitando-se, fazendo várias flexões.